# Манифест на Комунистическата партия
„Манифест на Комунистическата партия“ (на немски: Das Manifest der Kommunistischen Partei), публикуван за първи път на 21 февруари 1848 г., е смятан за едно от най-значимите политически произведения.
Негови автори са Карл Маркс и Фридрих Енгелс. В предговор към немското издание на Манифеста от 1883 г. Енгелс заявява, че произведението е дело основно на Маркс. Произведение, в което Маркс изказва твърдения относно Втория Райх и възможността от евентуална война на народите.
Черновата на Манифеста, както и личното копие на Маркс на първия том на Капиталът, са включени в регистъра на ЮНЕСКО „Световна памет“, като „две от най-важните публикации на XIX век, имащи огромно влияние и до днес“. Записката в регистъра отбелязва, че тези творби са имали изключително значение за развитието на социалистическите, комунистическите и други революционни движения през XIX и XX век, като, в частност, доктрината на марксизма е била основно вдъхновение за освободителните движения в много страни в Африка, Азия и Латинска Америка. В същото време, записката отбелязва и факта, че произведенията на Маркс и Енгелс са били тълкувани и използвани по начин, който „да оправдае репресиите и абсолютния контрол от страна на държавата върху гражданите“.